# Sarinda capibarae
Sarinda capibarae là một loài nhện trong họ Salticidae.
Loài này thuộc chi Sarinda. Sarinda capibarae được María Elena Galiano miêu tả năm 1967.